# Huey Lewis
Pour les articles homonymes, voir Lewis.
Huey Lewis, né Hugh Anthony Cregg III le 5 juillet 1950 à New York, est un auteur-compositeur-interprète et acteur américain.
Chanteur du groupe Huey Lewis and the News, il connaît son plus gros succès avec le tube intitulé The Power of Love, la chanson principale de la bande originale du film Retour vers le futur (Back to the Future) en 1985. Film dans lequel il a un petit rôle d'ailleurs, puisqu'il est un des juges lors de l'audition des groupes de musiciens pour la célébration de la fin d'année d'étude.

## Biographie

### Jeunesse et formation
Huey Lewis fait ses études à Strawberry, à Mill Valley, puis dans le New Jersey, avant d'être reçu à l'université Cornell de New York vers la fin des années 1960.
Sa vocation musicale commence lorsqu'il croise le chemin du groupe Clover (en) en 1972. Passionné par la musique depuis toujours, il décide alors de se lancer et intègre le collectif.

### Jeunesse
Huey Lewis est né à New York. Son père, Hugh Anthony Cregg Jr., était un irlandais-américain de Boston, et sa mère, Maria Magdalena Barcinski, était polonaise, de Varsovie. Son grand-père, Hugh Cregg, était procureur du comté d'Essex, Massachusetts de 1931 à 1959.
Lewis a grandi dans le comté de Marin, en Californie, vivant à Tamalpais Valley et Strawberry, et fréquentant l'école élémentaire Strawberry Point (où il a sauté la deuxième année) et l'école secondaire Edna Maguire à Mill Valley. Quand il avait 13 ans, ses parents ont divorcé. Il a fréquenté et obtenu son diplôme de la Lawrenceville School, une école préparatoire alors réservée aux hommes dans le New Jersey, en 1967, et il a obtenu un score parfait de 800 sur la partie mathématique du SAT. Il était également un joueur de baseball de tous les États. Lewis a fréquenté l'université Cornell à Ithaca, dans l'État de New York. Sa mère a eu une liaison extraconjugale avec le poète de la Beat Generation Lew Welch, qui est devenu son beau-père. Lewis attribue à Welch l'inspiration au début de son adolescence. Sa mère était une amie proche du manager et de la famille élargie des Grateful Dead.
Dans une interview avec David Letterman, Lewis a parlé de l'auto-stop à travers le pays jusqu'à New York et comment il a appris à jouer de l'harmonica en attendant les manèges. Il raconte avoir traîné à l'aéroport pendant trois jours jusqu'à ce qu'il s'embarque dans un avion pour l'Europe. Dans des interviews ultérieures, Lewis révélera d'autres rencontres qu'il a eues en voyageant à travers l'Europe. Lors de sa visite à Aberdeen, en Écosse, sans argent et nulle part où dormir, il a affirmé que les habitants étaient très hospitaliers en lui offrant un logement. À Madrid, en Espagne, il est devenu un joueur de blues accompli alors qu'il faisait de l'auto-stop et subvenait à ses besoins en jouant dans la rue avec son harmonica. Il a donné ses premiers concerts à Madrid, gagnant assez d'argent pour acheter un billet d'avion pour les États-Unis.
À son retour, Lewis est entré dans le programme d'ingénierie de l'université Cornell. Là-bas, il se lie d'amitié avec Lance et Larry Hoppen qui joueront plus tard avec Orleans et Eddie Tuleja de King Harvest. Initialement étudiant actif et membre de la fraternité Eta Lambda Nu, Lewis a rapidement perdu tout intérêt pour l'université. Il s'est inscrit avec un groupe appelé Slippery Elm et, en décembre 1969, au cours de sa première année, il a abandonné Cornell et est retourné dans la région de la baie de San Francisco. Son objectif était de continuer à jouer de la musique, bien qu'en cours de route, il ait également essayé d'autres domaines de travail, notamment l'aménagement paysager, la menuiserie, la planification de mariages et d'événements, ainsi que la livraison et la vente d'aliments naturels.

## Carrière musicale
En 1971, Lewis a rejoint le groupe Bay Area Clover. À cette époque, il prit le nom de scène "Hughie Louis", dont il bricolera l'orthographe pendant quelques années après. Les autres membres du groupe (à divers moments) comprenaient John McFee et Alex Call. Lewis a joué de l'harmonica et a chanté le chant principal sur quelques morceaux.
En 1976, après avoir joué dans la Bay Area avec un succès limité, Clover se rendit à Los Angeles. Ils ont eu leur grande pause dans un club là-bas lorsque leur acte a été surpris par Nick Lowe, qui a convaincu Clover de voyager en Grande-Bretagne avec lui. Cependant, Clover est arrivé en Grande-Bretagne au moment même où leur son folk-rock, connu sous le nom de pub rock en Grande-Bretagne, était remplacé par le punk rock.
Les deux albums de Clover produits par Robert John "Mutt" Lange pour Phonogram n'ont pas eu de succès. À ce stade, l'orthographe du nom de scène de Cregg était devenue "Huey Louis"; c'est sous cette orthographe qu'il est crédité sur les deux albums de Clover pour Phonogram, bien que pour les crédits d'écriture, il soit présenté comme "H. Cregg". Le groupe a accompagné Elvis Costello sur son premier album, My Aim is True, moins Lewis et Alex Call, les chanteurs. Comme Lewis l'a dit à Rolling Stone des années plus tard : « Il n'y a pas d'harmonica. Je dis aux gens : “Tout l'harmonica qui n'est pas sur le disque d'Elvis Costello a été joué par moi.” » En 1978, le groupe est retourné en Californie. McFee a rejoint les Doobie Brothers et Clover s'est dissous. McFee et Lewis, crédités sous le nom de Huey Harp, apparaissent tous deux en tant que musiciens invités sur le deuxième album du George Hatcher Band en 1977, Talkin' Turkey, produit par Tom Allom.
Sous le nom de "Bluesy Huey Lewis", Lewis a joué de l'harmonica sur l'album phare de Thin Lizzy en 1978, Live and Dangerous. Cette même année, il jouait à Uncle Charlie's, un club de Corte Madera, en Californie, faisant le spot "Monday Night Live" avec les futurs membres du News. À ce stade, il avait adopté l'orthographe "Huey Lewis", et le groupe était présenté comme Huey Lewis et l'American Express. Après avoir enregistré la chanson "Exodisco" (une version disco du thème du film Exodus) simplement sous le nom d'American Express, Lewis a décroché un contrat de single avec Phonogram et Bob Brown est devenu son manager.
Le groupe a joué quelques concerts (dont une ouverture pour Van Morrison), avant d'ajouter le nouveau guitariste Chris Hayes à la formation. Sur les conseils de Brown, ils ont de nouveau changé leur nom en Huey Lewis and The News. Après un premier album éponyme raté en 1980, le groupe a finalement atteint le succès du Top 40 avec l'album d'or Picture This (1982). Il est passé à la 13e place du classement des albums grâce au " Do You Believe in Love " (n ° 7) écrit par Mutt Lange, le premier tube du groupe.
Le troisième album du groupe, Sports (1983), est l'une des sorties pop les plus vendues de tous les temps. Il est devenu un hit n ° 1 en 1984 et a eu un succès multi-platine en 1985. Quatre singles de l'album ont atteint le top 10 du Billboard Hot 100 : " Heart and Soul " a atteint le n ° 8, tandis que " I Want a New Drug", "The Heart of Rock & Roll",[21] et "If This Is It" ont tous atteint la sixième place.
Lewis connaissait Nick Lowe et Dave Edmunds pour avoir joué de l'harmonica sur leurs albums de 1979 (Labour of Lust et Repeat When Necessary) et a produit la version 1985 de Lowe de "I Knew the Bride (When She Used to Rock and Roll)". Plus tard, il a produit plusieurs chansons (dont une où il a chanté et joué de l'harmonica) sur le premier album de Bruce Hornsby & The Range, The Way It Is. Hornsby l'a remercié en écrivant la chanson " Jacob's Ladder ", un single n ° 1 du prochain album de Huey.
Sa chanson " The Power of Love " était un hit américain n ° 1 et a été présentée dans le film de 1985 Back to the Future, pour lequel ils ont également enregistré la chanson " Back in Time ". Lewis a une apparition dans le film en tant que membre du corps professoral qui rejette l'audition du groupe de Marty McFly pour le concours "Battle of the Bands" de l'école. En guise de blague, le morceau que le groupe joue est une version instrumentale heavy metal de "The Power of Love". (Lewis joue le chef du comité d'audition, qui, après avoir jeté un coup d'œil aux autres membres du corps professoral, tout aussi peu impressionnés, prend le mégaphone et dit : "Attendez, les gars... J'ai bien peur que vous ne soyez trop bruyant. Suivant, s'il vous plaît".) Une affiche de l'album Sports est accrochée au mur de Marty lorsqu'il se réveille à la fin du film. "The Power of love" a été nommé pour un Academy Award.
Après le succès de " The Power of Love " et Back to the Future, Huey Lewis and the News a sorti son quatrième album studio, Fore! en 1986. L'album a suivi le succès de Sports et a atteint le n ° 1 du Billboard 200. L'album a engendré les singles n ° 1, " Stuck with You " et " Jacob's Ladder " ainsi que le tube rock grand public " Hip to Be Square ". Au total, l'album comptait cinq singles parmi les 10 meilleurs du Billboard Hot 100 et a été certifié triple platine.
Lewis et ses camarades de groupe se sont produits aux États-Unis pour le single de collecte de fonds africain de 1985 " We Are the World ". Le reste des années 1980 et le début des années 1990 ont été principalement consacrés à des tournées et à l'enregistrement de quatorze succès parmi les 20 meilleurs Billboard Hot 100 et à la sortie de deux autres albums à succès: Small World (1988), qui a atteint le numéro 11 des charts, et Hard at Play (1991) qui a culminé au numéro 27. Lewis avait un album solo prévu intitulé Back in Blue qui a été annulé au milieu des années 1990 en raison de problèmes de logement de la part de Lewis. L'une des chansons de ce projet annulé, "100 Years From Now", a ensuite été utilisée pour l'album de compilation Time Flies... The Best Of.
Lewis a chanté avec le groupe de jam progressif basé à Chicago Umphrey's McGee lors de plusieurs spectacles à partir des Jammy Awards 2005 et est présenté sur deux titres de leur album Safety in Numbers.
Le 13 février 2007, Lewis a été interviewé sur la série de podcasts Stuck in the 80s. Au cours de l'interview, il a révélé que le groupe avait écrit plusieurs nouvelles chansons qu'ils prévoyaient d'enregistrer en 2008. Il a également déclaré que, compte tenu de l'évolution de l'industrie depuis leur dernier album, il ne savait pas comment ils vendraient le nouveau matériel.
Lors d'un spectacle à la California State Fair le 21 août 2007, Lewis a été nommé musicien de l'année de Sacramento par le directeur général de la foire et a reçu une statue en or de l'ours de l'État de Californie.
Lewis a enregistré une version en duo de " Workin 'for a Livin ' " avec Garth Brooks, qui a été incluse sur le set de trois disques de Brooks The Ultimate Hits, fin 2007.
Le 4 juillet 2008, la veille de son 58e anniversaire, Huey Lewis et les News ont été l'acte d'ouverture de la célébration annuelle du quatrième Capitole sur la pelouse ouest du Capitole des États-Unis à Washington, DC Plus d'un demi-million de personnes ont assisté et ont été diffusées en direct sur PBS. Le groupe a interprété " The Heart of Rock & Roll ", " The Power of Love " et " Workin 'for a Livin ' ".
Le 29 mai 2011, Lewis a joué au Summer Camp Music Festival annuel à Chillicothe, Illinois, avec Umphrey's McGee. Ils ont été présentés comme Huey Lewis et The Rumors. Ensemble, ils ont joué des reprises ainsi que des chansons de leurs deux catalogues respectifs.
Le 2 avril 2013, Lewis est apparu dans la série télévisée ABC Dancing with the Stars , où il a interprété "The Heart of Rock & Roll" pour célébrer la sortie du 30e anniversaire de Sports et une tournée de concerts avec les News.
Le 13 avril 2018, Lewis a annoncé qu'il avait reçu un diagnostic de maladie de Ménière et qu'il "n'entendait pas assez bien pour chanter". En conséquence, les autres spectacles prévus pour la tournée 2018 ont été annulés.

## Carrière d'acteur
Après l'apparition de Lewis en tant que professeur dans Retour vers le futur, des rôles plus importants ont suivi, notamment Vern Miller dans le long métrage d'ensemble de Robert Altman, Short Cuts, et Ricky Dean dans Duets de Bruce Paltrow (2000). Il a également joué occasionnellement dans des rôles télévisés, notamment One Tree Hill, The King of Queens et un personnage récurrent dans Hot in Cleveland. Lewis fournit la voix de Bulworth le chien de la casse dans la série animée Puppy Dog Pals.
En 2013, il s'est joué dans une parodie de sa mention dans American Psycho avec Weird Al Yankovic [pas clair].
Le 21 octobre 2015, dans un épisode de Jimmy Kimmel Live, Lewis a repris son rôle de Retour vers le futur dans un segment où Marty McFly et Doc Brown arrivent dans la machine à voyager dans le temps et parlent à l'hôte.
Le 12 février 2021, il a joué son propre rôle dans un épisode de The Blacklist (épisode 6 saison 8).

## Procès
En 1985, Lewis a poursuivi Ray Parker Jr. pour des similitudes entre le thème de Parker pour le film Ghostbusters de 1984 et "I Want a New Drug" de Lewis. L'affaire a été réglée à l'amiable, les deux parties acceptant de garder le règlement secret. En 2001, Parker a poursuivi Lewis, alléguant que dans un épisode de Behind the Music, Lewis avait discuté du règlement en violation de leur accord de non-divulgation.

## Vie privée
Lewis vit dans un ranch près de Stevensville, Montana. Il le considère comme sa résidence permanente.
Il a épousé la secrétaire de son directeur, Sidney Conroy, en 1983 à Hawaï. Ils se sont séparés six ans plus tard. Ils ont une fille, Kelly, et un fils, Austin.
En avril 2018, Lewis a révélé qu'il avait une perte auditive à la suite de la maladie de Ménière et a annulé toutes les dates de tournée à venir.

## Discographie
Voir la discographie de Huey Lewis and the News pour les albums et les singles du groupe. Vous trouverez ci-dessous des contributions spécifiques de Lewis en tant qu'artiste solo.

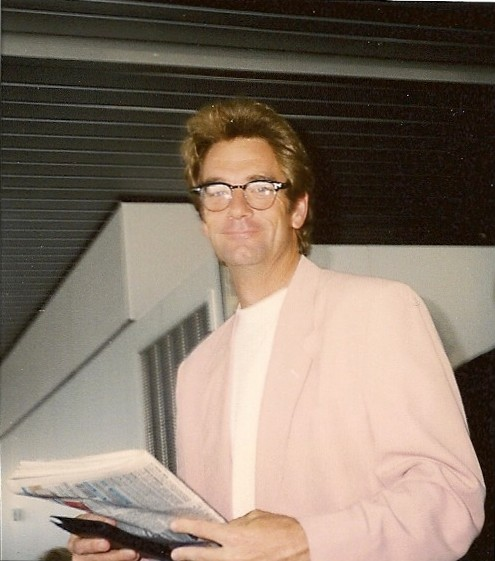
Huey Lewis au début des années 1990.

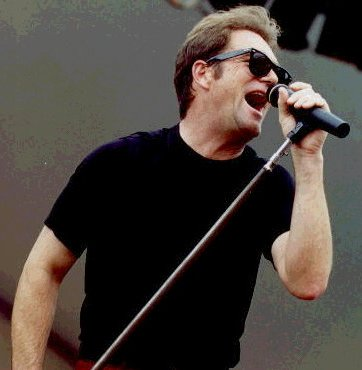
Huey Lewis en 2006.

### Avec le groupe «Huey Lewis and the News»
- 1980 : Huey Lewis and The News
- 1982 : Picture this
- 1983 : Sports
- 1986 : Fore!
- 1988 : Small World
- 1991 : Hard at Play
- 1992 : The Heart of Rock'n'Roll : the best of Huey Lewis and the News (Compilation Europe)
- 1994 : Four Chords and Several Years Ago
- 1996 : Time Flies : the best of Huey Lewis and the News (Compilation US)
- 2001 : Plan B
- 2005 : Live at 25
- 2006 : Greatest Hits (Compilation)
- 2010 : Soulsville
- 2020 : Weather

### Collaborations
- 1978 : Live and Dangerous de Thin Lizzy : harmonica
- 1979 : Labour of Lust de Nick Lowe : harmonica
- 1979 : Repeat When Necessary de Dave Edmunds : harmonica
- 1980 : Solo in Soho de Phil Lynott : harmonica, tambours
- 1985 : Retour vers le futur, bande originale : producteur
- 1985 : USA for Africa : We Are the World (collectif) : harmonica, voix, producteur
- 1985 : The Way It Is de Bruce Hornsby : harmonica, voix, producteur
- 1987 : Freight Train Heart de Jimmy Barnes : harmonica, chants de fond
- 1988 : Oliver et Compagnie, bande originale : interprète sur Once upon a Time in New York City.
- 1991 : Live at Slim's, Vol. 1 de Joe Louis Walker : harmonica
- 1993 : A Tribute to the Music of Bob Wills & the Texas Playboys de Asleep at the Wheel : voix sur Ida Red.
- 1994 : Unknown Territory de Dick Dale : harmonica
- 1995 : Come Together: America Salutes the Beatles (collectif) : interprète sur Oh! Darling.
- 1997 : Marching to Mars de Sammy Hagar
- 1997 : Kill My Brain de Nick Gravenites : harmonica
- 2000 : Duets, bande originale : interprète sur 3 titres.
- 2005 : Wrapped Around Chicago: New Years at the Riv de Umphrey's McGee : interprète d'invité sur Bad Is Bad.
- 2007 : Gospel Duets with Treasured Friends de Brenda Lee : interprète sur Oh Happy Day.
- 2008 : A Long Way from Tupelo de Paul Thorn : harmonica
- 2009 : Great American Soulbook de Tower of Power : interprète sur 634-5789.

## Filmographie
- 1985 : Retour vers le futur : Juge de l'audition des musiciens
- 1990 : The Real Story of... : Scratch le chat (Voix)
- 1992 : Is There Life Out There : Humpty Dumpty (Voix)
- 1993 : Short Cuts : Vern Miller
- 1996 : Land of Milk & Honey : Lui-même
- 1998 : Sphère : Pilote d'hélicoptère
- 1998 : Shadow of Doubt : Al Gordon
- 1998 : Dead Husbands : Dalton Phillips
- 2000 : Duets : Ricky Dean
- 2002 : Who Wants to Be a Millionaire? : Lui-même
- 2002 : Just Shoot Me! : Gary Rosenberg
- 2002 : .com for Murder : Agent Matheson
- 2004 : One Tree Hill : Jim James
- 2006 : The King of Queens : Lui-même
- 2007 : Graduation : Mike
- 2010-2015 : Hot in Cleveland : Johnny Revere
- 2011 : The Cleveland Show : Sosie de Huey Lewis
- 2013 : Pocket Full of Soul: The Harmonica Documentary : Narrateur
- 2017 : Puppy Dog Pals : Bulworth (Voix)
- 2021 : The Blacklist : Lui-même